# Xã 11, Quận Pratt, Kansas
Xã 11 (tiếng Anh: Township 11) là một xã thuộc quận Pratt, tiểu bang Kansas, Hoa Kỳ. Năm 2010, dân số của xã này là 460 người.